# Hoogeweg (waterschap)
Het waterschap Polder Hoogeweg was een waterschap in de gemeenten Noordwijk, Rijnsburg en Voorhout, in de Nederlandse provincie Zuid-Holland.
Het waterschap was verantwoordelijk voor de vervening, drooglegging en later de waterhuishouding in de polder.